# Noctuides
Noctuides is een geslacht van vlinders van de familie snuitmotten (Pyralidae), uit de onderfamilie Epipaschiinae.

## Soorten
- N. albifascia Joannis, 1930
- N. asbolopis Turner, 1904
- N. capnopis Meyrick, 1885
- N. circumlucens Dyar, 1914
- N. colorata Dyar, 1914
- N. elassota Meyrick, 1884
- N. griseoviridis (Pagenstecher, 1907)
- N. melanochyta (Meyrick, 1933)
- N. melanophia Staudinger, 1892
- N. melanophorella Walker, 1866
- N. tephrophanes Turner, 1937
- N. thurivora Meyrick, 1932
- N. tornotis Meyrick, 1887
- N. tympanophora Turner, 1904